# Paracaudina luticola
Paracaudina luticola is een zeekomkommer uit de familie Caudinidae.
De wetenschappelijke naam van de soort werd in 1962 gepubliceerd door V.V. Hickman.